# Troissy
Troissy é uma comuna francesa na região administrativa do Grande Leste, no departamento de Marne. Estende-se por uma área de 15.46 km², e possui 798 habitantes, segundo o censo de 2018, com uma densidade de 52 hab/km².